# Listowel (Ontario)
Listowel liegt in Ontario (Kanada), etwa zwei Autostunden südwestlich von Toronto. Es befindet sich im Municipality of North Perth. Benannt wurde der Ort nach dem irischen Ort Listowel. Auch heute erinnert das jährlich Ende März stattfindende irische Volksfest Paddyfest daran. In Listowel befinden sich 13 Kirchen.

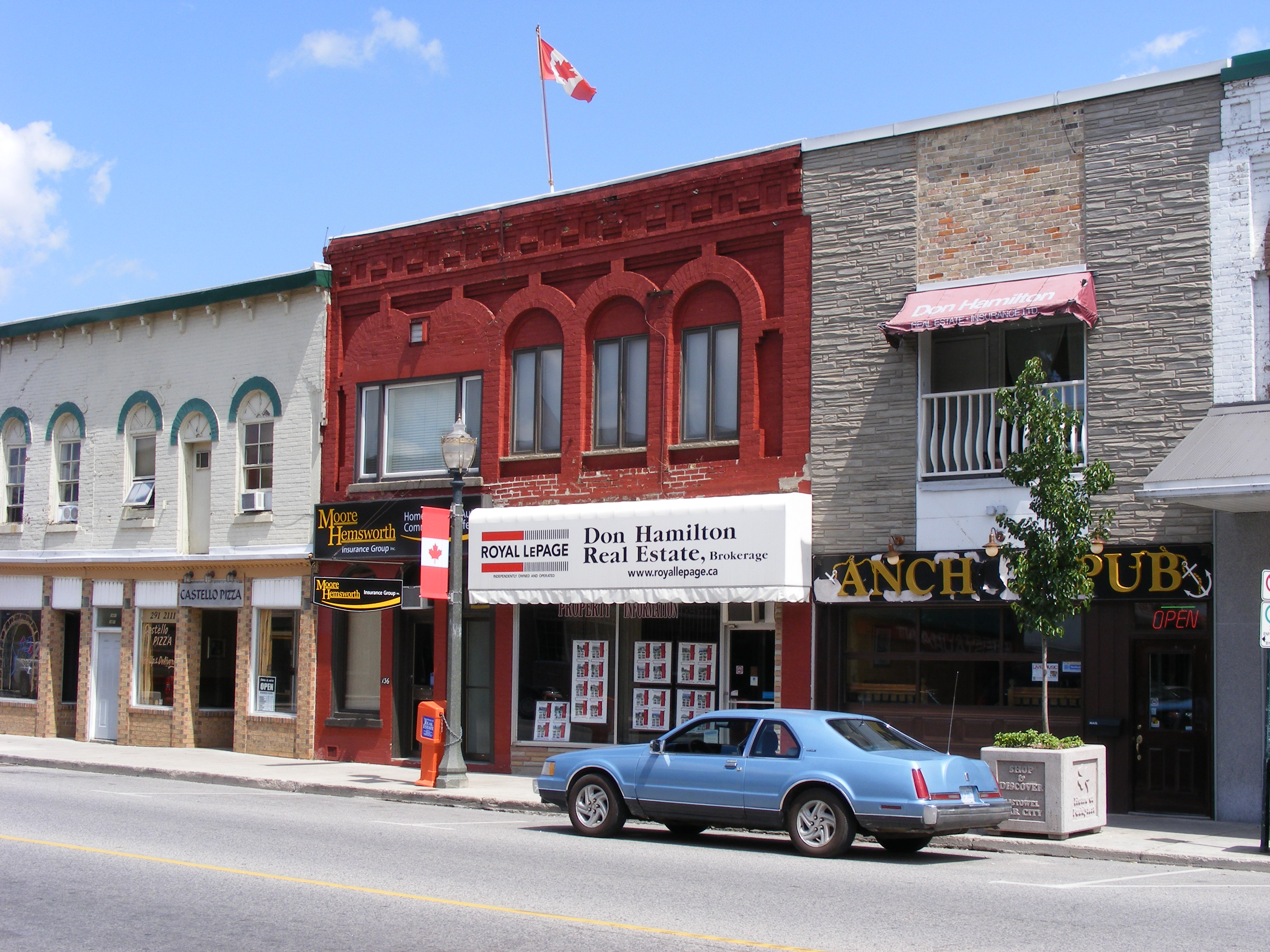
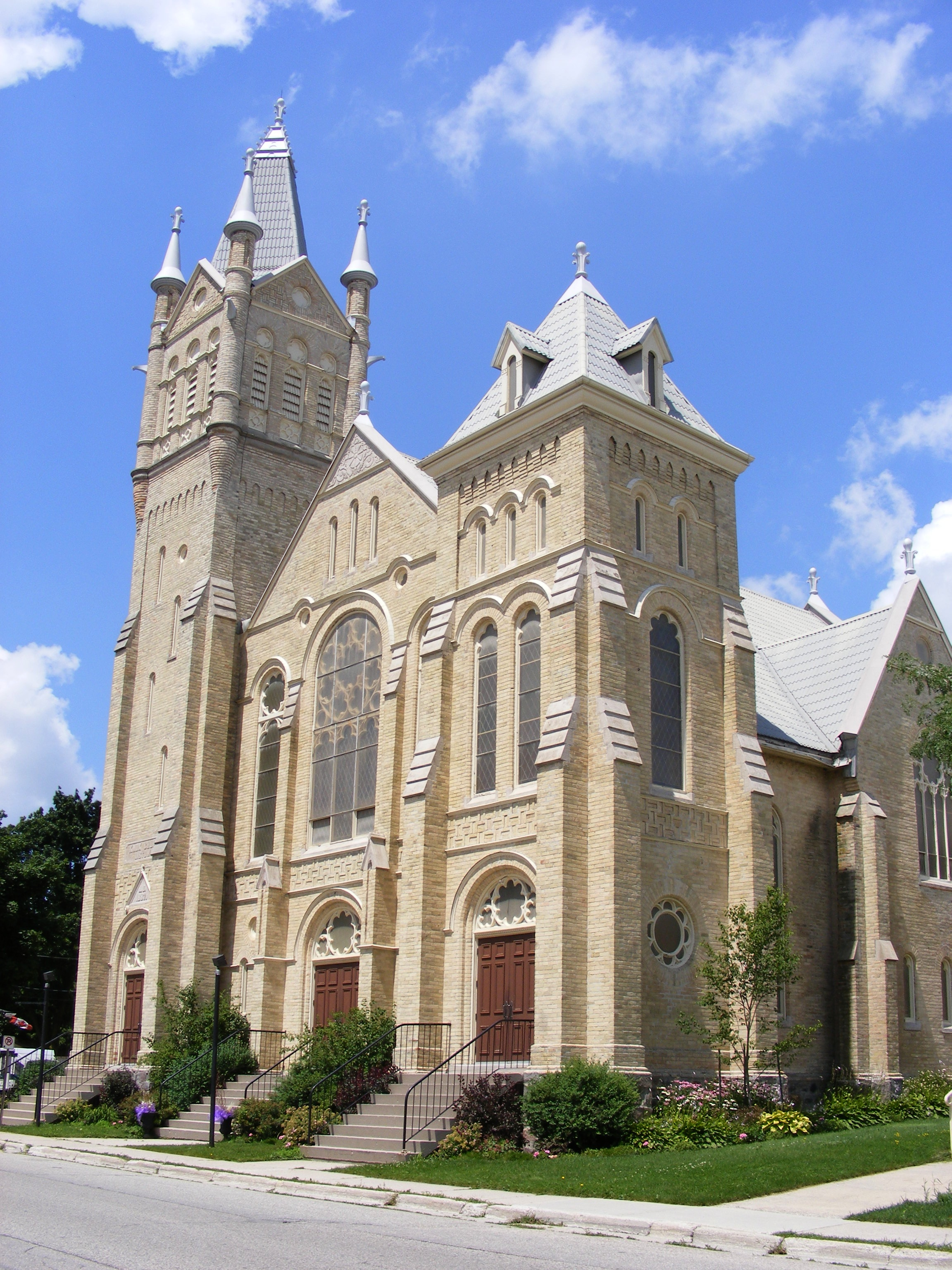

## Persönlichkeiten
- Pegi Nicol MacLeod (1904–1949), Malerin, Lehrerin, Kriegskünstlerin und Kunstaktivistin
- Steve Gibson (* 1972), Eishockeyspieler
- Ann Voskamp (* 1973), Psychologin, Farmerin, Familienfrau und Bestsellerautorin